# Bitka za Los Angeles
Bitka iznad Los Angelesa (eng. Battle of Los Angeles ili The Great Los Angeles Air Raid) događaj je koji se zbio 25. veljače 1942. godine kada su radarske postaje navodno otkrile NLO iznad zaljeva Santa Monica, Los Angeles u 2:25 sati. Vjerojatnost je da je panika i paranoja, uzrokovana japanskim napadom na Pearl Harbour 17. prosinca 1941. i ulaskom SAD-a u Drugi svjetski rat, bio glavni okidač za izbijanje masovne histerije, koja je rezultirala pucnjavom američke vojske u nebo iznad Los Angelesa.

## Tijek događaja
Nešto iza dva sata ujutro, začule su se sirene za uzbunu i vlasti su naredile potpuno zamračenje Los Angelesa. Razlog je bio ogroman predmet koji je lebdio iznad grada, a za koji su američke vlasti vjerovale da se radi o nepoznatoj japanskoj letjelici. Objekt je isprva viđen iznad četvrti Culver City i Santa Monice. Regionalne antizračne postrojbe su krenule u akciju opalivši oko 1500 rundi streljiva u nevjerojatno osvijetljeno nebo. Oglasile su se zračne uzbune koje su probudile na tisuće ljudi; neki su zgrabili oružje i istrčali van u pidžamama. Grad je bio u potpunom mraku čak 5 sati. U panici je pet ljudi poginulo – troje u prometnim nesrećama i dvoje od srčanog udara. Do današnjeg je dana nejasno što se zapravo dogodilo. Japanci poriču da su njihovi avioni ikada letjeli iznad L.A.-a. Neki stanovnici tvrde da su vidjeli trokutaste letjelice na nebu, vojni dužnosnici sve pripisuju napetim živcima i meteorološkim balonima. Nema dokaza da je ikakva bomba bačena s neba ili da je kakav drugi bojni projektil stigao s neba.
Incident je poslužio Stevenu Spielbergu kao inspiracija za komediju 1941.